# Dvärgarun
Dvärgarun (Centaurium pulchellum) är en växtart i familjen gentianaväxter. 
Den är ettårig och kan nå en höjd av 3-11 cm. Blommorna är rosa och har 5 kronblad.